# Koeberggroeve (Cadier en Keer)

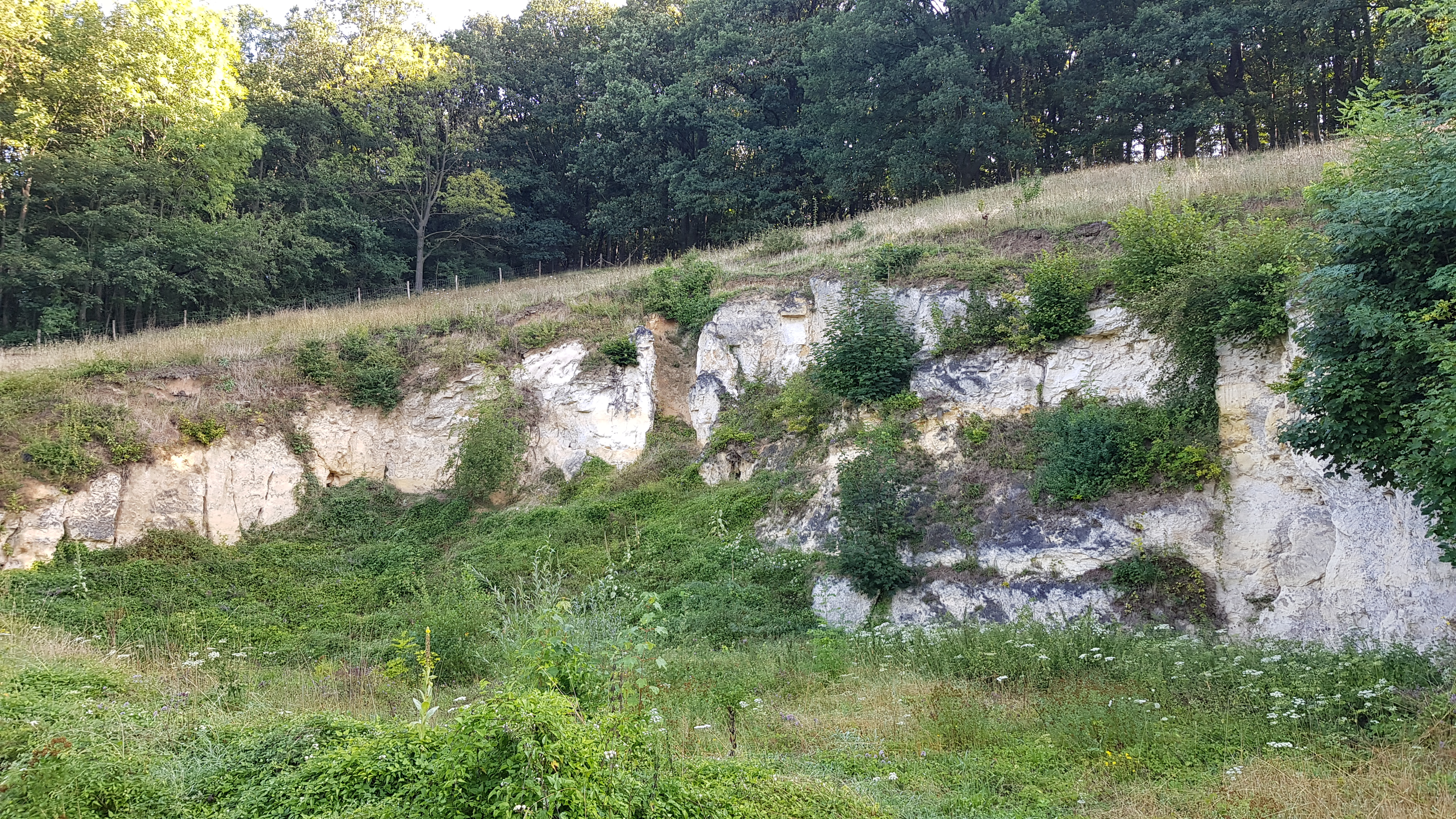
Kalksteen in de Koeberggroeve, even links van het midden is een geologische orgelpijp te zien

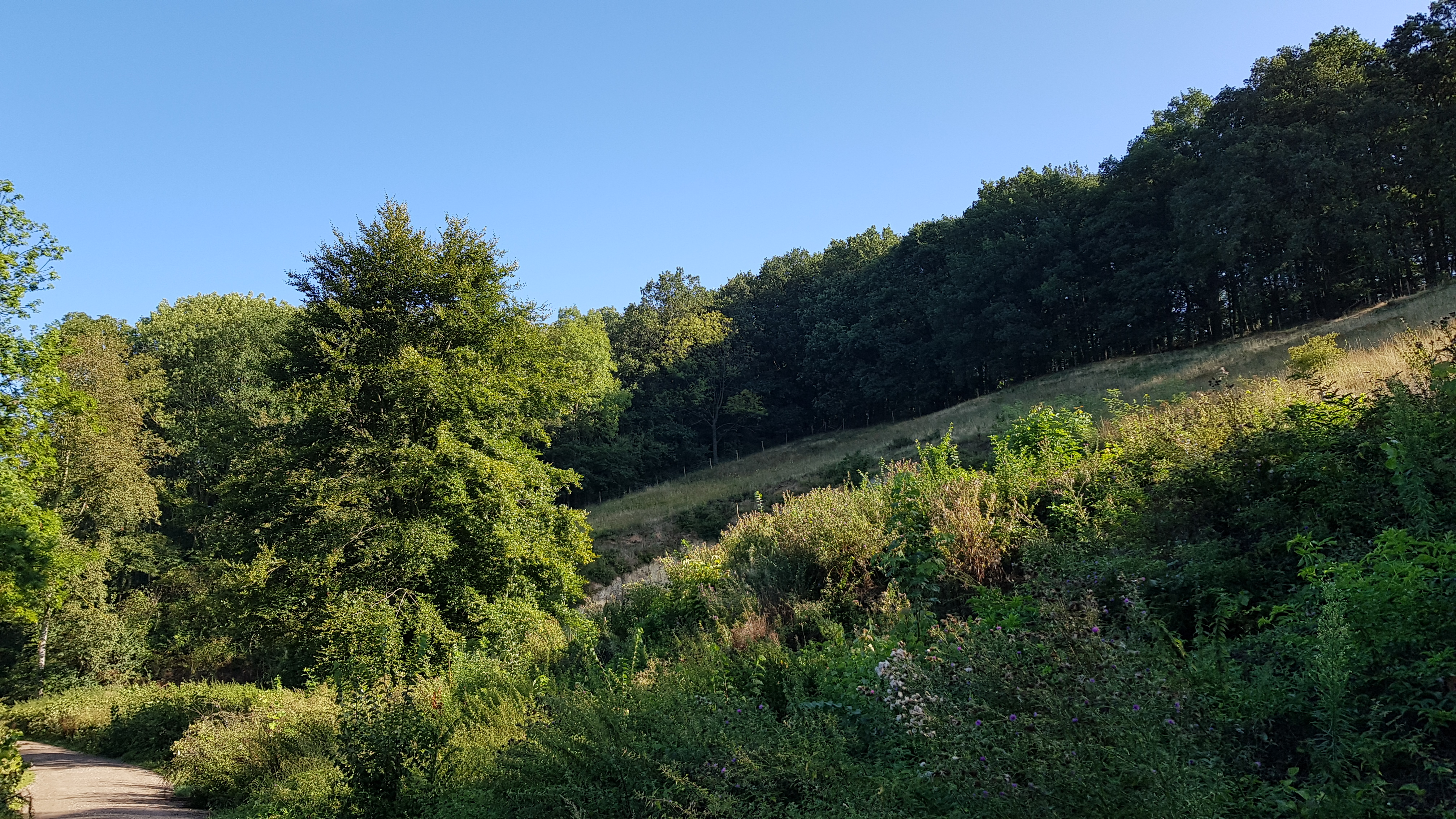
De groeve in het landschap

De Koeberggroeve of Geologisch monument Groeve Koeberg is een Limburgse mergelgroeve en geologisch monument in de Nederlandse gemeente Eijsden-Margraten in Zuid-Limburg. De dagbouwgroeve ligt ten noordoosten van Cadier en Keer op de zuidelijke helling van de Koeberg, in het westen van het Plateau van Margraten. Aan de zuidwestzijde van de groeve ligt het droogdal Sibbersloot. De groeve ligt in het gebied van Bemelerberg & Schiepersberg.
Op ongeveer 300 meter naar het noordwesten ligt de Bunderberggroeve en op ongeveer 200 meter naar het zuidoosten ligt de Julianagroeve.

## Geschiedenis
De groeve werd door blokbrekers ontgonnen om kalksteen te delven voor het bemergelen van akkers en weilanden, voor bouwmateriaal en voor (gebrande) pleisterkalk. In 1935 begon men in de groeve met de ontginning van de kalksteen voor het branden van kalk.
In 1939 werd door de gemeenteraad van Cadier en Keer besloten om bij de Koeberg een kalkoven te laten bouwen. De zachte mergel uit de Koeberggroeve bleek niet geschikt om te branden in de kalkoven en werd ten behoeve van de bereiding van kunstmest verkocht aan de Staatsmijnen. Uit de groeve kwamen ook harde brokken en die konden wel in de kalkoven gebrand worden. Deze gebrande kalk werd gebruikt als metselkalk, als pleisterkalk, als kalk voor het witten van gebouwen en als kalkbemesting voor akkers.
Rond 1953 werd de kalkoven gesloten en daarna afgebroken.

## Geologie
Het gebied van Zuid-Limburg was in de periode van het Boven-Krijt een Krijtzee. In die periode werd hier uit de resten van de (kalk)skeletten van dieren een laag kalksteen opgebouwd. De afzettingen in de groeve zijn van boven naar beneden löss uit het Laagpakket van Schimmert, Maasgrind (Laagpakket van Valkenburg uit de Formatie van Beegden) en verschillende lagen kalksteen uit de Formatie van Maastricht. De lagen van de Formatie van Maastricht die in de groeve ontsloten zijn, zijn de Kalksteen van Emael, de Horizont van Romontbos, de Kalksteen van Schiepersberg, de Horizont van Schiepersberg, de Kalksteen van Gronsveld en de Horizont van Sint Pieter. Daaronder bevindt zich grotendeels verstopt onder erosiemateriaal de Kalksteen van Valkenburg.
De Rijks Geologische Dienst heeft even buiten de groeve een boring uitgevoerd waarbij ze ongeveer 150 meter diep heeft geboord. Met deze boring ging men eerst door de Kalksteen van Valkenburg, de Horizont van Lichtenberg en daarna de gehele Formatie van Gulpen. Op 16,8 meter diepte kwam men uit op een dikke vuursteenlaag van de Kalksteen van Lanaye (Formatie van Gulpen) die in de Groeve Blankenberg aan de oppervlakte ontsloten is. Met de boring ging men daarna door de glauconiethoudende siltstenen van de Formatie van Vaals en vervolgens de fijne zanden van de Formatie van Aken. Op 149 meter diep kwam men uit op een pakket van harde kalkstenen uit het Onder-Carboon.
In de kalkwand van de groeve is een geologische orgelpijp te zien.